# Agencja Unii Europejskiej ds. Programu Kosmicznego

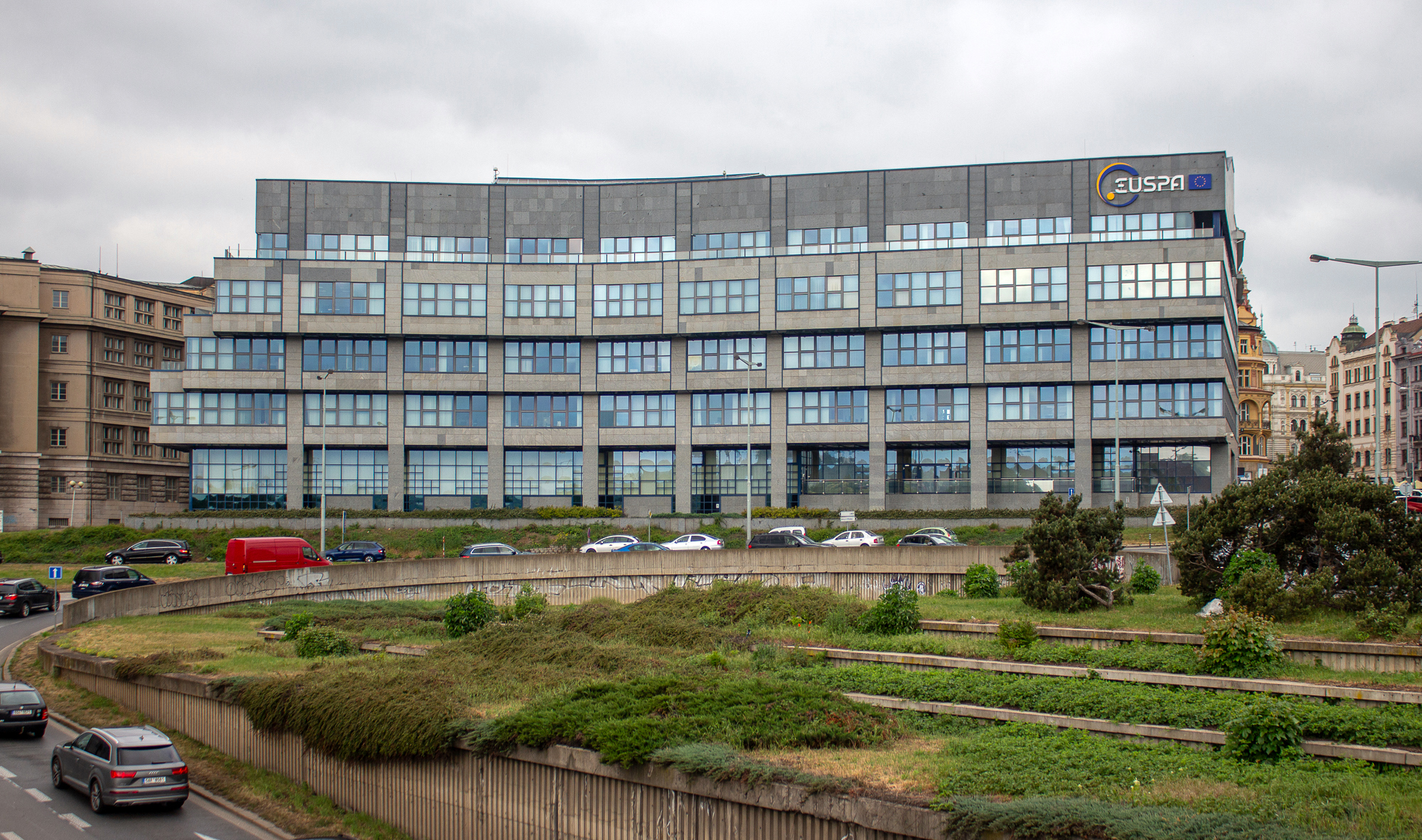
Siedziba w Pradze

Agencja Unii Europejskiej ds. Programu Kosmicznego (ang. European Union Agency for the Space Programme, EUSPA) jest agencją unijną i jednocześnie agencją kosmiczną z siedzibą w Pradze, pełniącą rolę operatora unijnego programu kosmicznego.

## Historia
Agencja działała początkowo jako  Europejski Organ Nadzoru Globalnego Systemu Nawigacji Satelitarnej, zwany również Organem Nadzoru GNSS (ang. European GNSS Supervisory Authority) powołany do życia na mocy Rozporządzenia Rady (WE) nr 1321/2004 z dnia 12 lipca 2004 r., następnie od 2010 r. jako Europejska Agencja ds. Globalnego Systemu Nawigacji Satelitarnej (ang. European GNSS Agency). W 2012 r. siedzibą Agencji stała się Praga. Obecną nazwę otrzymała w 2021 r.

## Zadania
Jej głównymi zadaniami jest zarządzanie publicznymi interesami oraz wszystkimi aspektami związanymi z bezpieczeństwem i niezawodnością systemu radionawigacji satelitarnej, który obecnie realizowany jest poprzez programy GALILEO i EGNOS. Agencja przejęła od istniejących wcześniej prywatnych posiadaczy koncesji odpowiedzialność za wdrożenie systemu w życie i zarządzanie jego działaniem. EUSPA pełni także funkcje doradczą w stosunku do Rady w kwestiach związanych z zarządzaniem a w szczególności z zapewnieniem bezpieczeństwa i ochrony systemu Galileo.